# Prawo i Polityka
Prawo i Polityka – czasopismo naukowe o profilu politologiczno-publicznoprawnym; są w nim publikowane teksty naukowe z następujących subdyscyplin prawa i politologii:
- z obszaru prawa: prawo międzynarodowe, prawo Unii Europejskiej, prawo konstytucyjne, prawo administracyjne, prawo finansowe (bankowe, budżetowe, celne, podatkowe),
- z obszaru politologii: teoria polityki, ruchy polityczne, doktryny polityczne i prawne, systemy polityczne, systemy partyjne, integracja europejska, administracja publiczna, stosunki międzynarodowe, najnowsza historia polityczna, marketing polityczny.

Prawo i Polityka powstało w 2008 r. Jego pierwszym redaktorem naczelnym był w latach 2008–2018 dr Michał Wallner. Stanowiska zastępców redaktora naczelnego zajmowali dr Artur Kokoszkiewicz oraz Piotr Marczewski. W 2018 r. stanowisko redaktora naczelnego objął dr Marek Woźnicki. Obok redaktora naczelnego w skład Kolegium Redakcyjnego czasopisma wchodzą: dr Artur Kokoszkiewicz (zastępca redaktora naczelnego), dr Michał Wallner (zastępca redaktora naczelnego), dr Michał Kozera, dr Edyta Krzysztofik, Piotr Marczewski, dr Wojciech Mojski, Paweł Świeżak oraz Jakub Wołyniec.
W skład Rady Naukowej czasopisma wchodzą: prof. dr hab. Grzegorz Janusz, prof. Rastislav Kazanský, dr hab. Grzegorz Kozieł, prof. Stanislav Križovský, prof. dr hab. Artur Kuś, prof. María Elvira Méndez Pinedo, prof. Pablo Nuevo López, prof. dr hab. Marek Pietraś, prof. dr hab. Anna Przyborowska-Klimczak, dr hab. Paweł Smoleń, dr hab. Wojciech Sokół, dr Delaine Swenson oraz prof. Vasyl Zaplatynskyi.
We wcześniejszych latach członkami Rady Naukowej byli także prof. dr hab. Edward Olszewski oraz prof. dr hab. Henryk Cioch.
Od 2012 r. czasopismo zostało włączone w poczet czasopism punktowanych Ministra Nauki i Szkolnictwa Wyższego (zgodnie z Komunikatem Ministra Nauki i Szkolnictwa Wyższego z dnia 17 września 2012 r. w sprawie wykazu czasopism naukowych wraz z liczbą punktów przyznawanych za publikacje w tych czasopismach).